# Napalm Death
Napalm Death – angielska grupa muzyczna powstała w 1981 roku w Meriden w pobliżu Coventry. W początkowym okresie działalności zespół wykonywał hardcore punk. W latach późniejszych zwrócił się w stronę takich gatunków jak grindcore i death metal. W swej twórczości zespół poruszył takie zagadnienia jak nienawiść, agresja, polityka czy religia. Z kolei wokalista Mark „Barney” Greenway oraz pozostali członkowie Napalm Death wielokrotnie wyrazili sprzeciw na temat zjawiska rasizmu i wojen.
Do 2009 roku zespół wydał czternaście albumów studyjnych oraz szereg kompilacji, albumów koncertowych i minialbumów. Według danych z 2003 roku wydawnictwa zespołu w samych Stanach Zjednoczonych sprzedały się w nakładzie 367 654 egzemplarzy. Byli i obecni członkowie grupy utworzyli lub współtworzyli liczne zespoły i projekty poboczne, m.in. takie jak: Carcass, Godflesh, Cathedral, Defecation, Jesu, Painkiller, Brujeria czy Lock Up.

## Historia

### 1981–1991

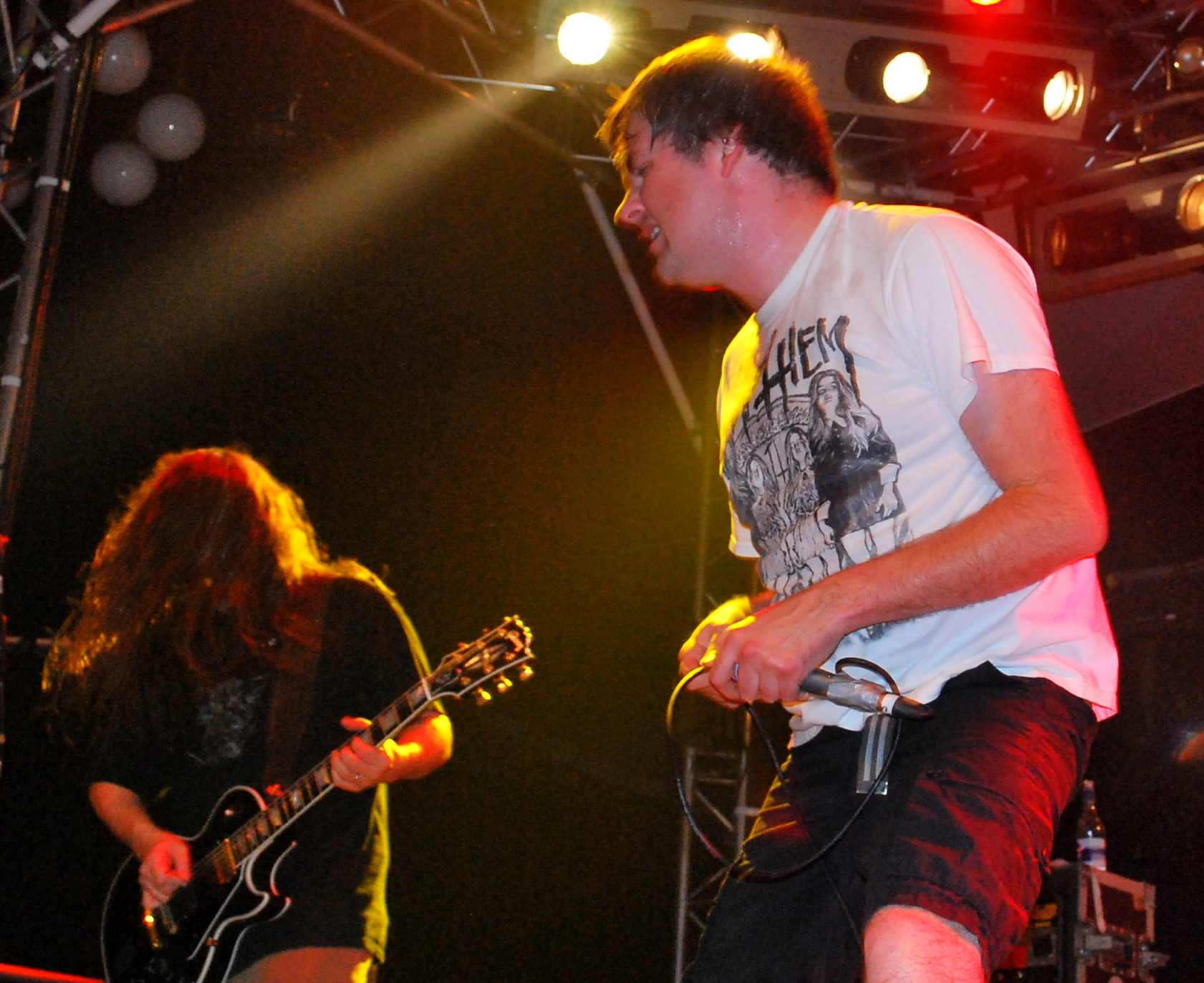
Od lewej: Mitch Harris i Mark „Barney” Greenway podczas koncertu 13 marca 2010

Zespół Napalm Death powstał w miejscowości Meriden w pobliżu Coventry w Wielkiej Brytanii z inicjatywy nastoletnich muzyków, wokalisty i basisty Nicholasa Bullena oraz perkusisty Milesa Ratledgea. Pierwszy skład zespołu uzupełnił gitarzysta Simon Oppenheimer. W styczniu 1982 roku do grupy dołączył Graham Robertson, który objął stanowisko basisty. 25 lipca w Atherstone Miners Club muzycy dali pierwszy koncert. W sierpniu tego samego roku Oppenheimera zastąpił Darryl Fedeski. Następnie podczas koncertu w Knowle zostały zarejestrowane pierwsze nagrania Napalm Death.
Na wydanej we wrześniu kasecie magnetofonowej zatytułowanej Halloween znalazło się dziewięć utworów. Trzy miesiące później Fedeski odszedł z zespołu, a jego obowiązki przejął Graham Robertson. Natomiast jako basista i wokalista dołączył Finbarr Quinn były członek Curfew. W październiku ukazała się druga kaseta demo zespołu pt. And, Like Sheep, We Have All Gone Astray, nagrana ponownie w Knowle. Wydawnictwo, którego okładkę przygotował Nicholas Bullen było dostępne w sprzedaży wysyłkowej. Szereg recenzji kasety ukazało się w lokalnych fanzine’ach.
1 kwietnia 1983 roku zostało wydane trzecie demo pt. Kak. 6 maja 1987 roku nakładem Earache Records ukazał się debiutancki album grupy zatytułowany Scum. 16 września 1988 roku został wydany drugi album formacji pt. From Enslavement to Obliteration. 1 lipca 1990 roku ukazał się kolejny (trzeci) album Harmony Corruption.

### 1991–2001
1 i 2 grudnia 1991 roku zespół wystąpił w Hali Sportowej „Gwardia” w Koszalinie oraz w Hali Ludowej we Wrocławiu. 23 czerwca 1992 roku został wydany album Utopia Banished. 2 i 3 lipca tego samego roku zespół zagrał w katowickiej Hali AWF i w poznańskiej hali Arena. 31 maja 1994 roku ukazał się album Fear, Emptiness, Despair. Natomiast 22 czerwca muzycy wystąpili w warszawskim klubie Stodoła. 26 stycznia 1996 roku został wydany album Diatribes. 25 marca tego samego roku zespół wystąpił w katowickim Mega Clubie. 3 czerwca 1997 roku ukazał się album Inside the Torn Apart. 26 października 1998 roku został wydany album Words From the Exit Wound.
25 maja 2000 roku ukazała się kompilacja pt. The Complete Radio One Sessions. Na płycie zostały wydane utwory zarejestrowane dla Radio 1 / BBC. 25 września tego samego roku nakładem Dream Catcher i Spitfire Records został wydany album Enemy of the Music Business. Tytuł oznaczający „wrogowie przemysłu muzycznego” wydawnictwa wzbudził kontrowersje i spekulacje dotyczące adresata. Na łamach magazynu Terrorizer, wokalista Mark „Barney” Greenway wypowiedział się następująco:

„Najpoważniejsze problemy mieliśmy z poprzednim menedżerem. W pewnym momencie zaczęło brakować sporych ilości pieniędzy, aż obudziliśmy się, gdzieś w 1998 roku. Menedżerowi trzeba po prostu ufać, sam nie jesteś w stanie dopilnować wszystkiego, niestety sytuacja nas do tego zmusiła. Wtedy też zdaliśmy sobie sprawę, że nie odpowiada nam również praca wytwórni. Minął rok, zanim uporaliśmy się z tym wszystkimi sprawami, ale teraz mamy już nowego menedżera – Rudy’ego Reida z Absurd Management – i nową wytwórnię Dream Catcher. Wszystko znowu jest w porządku”.

### 2001–2005

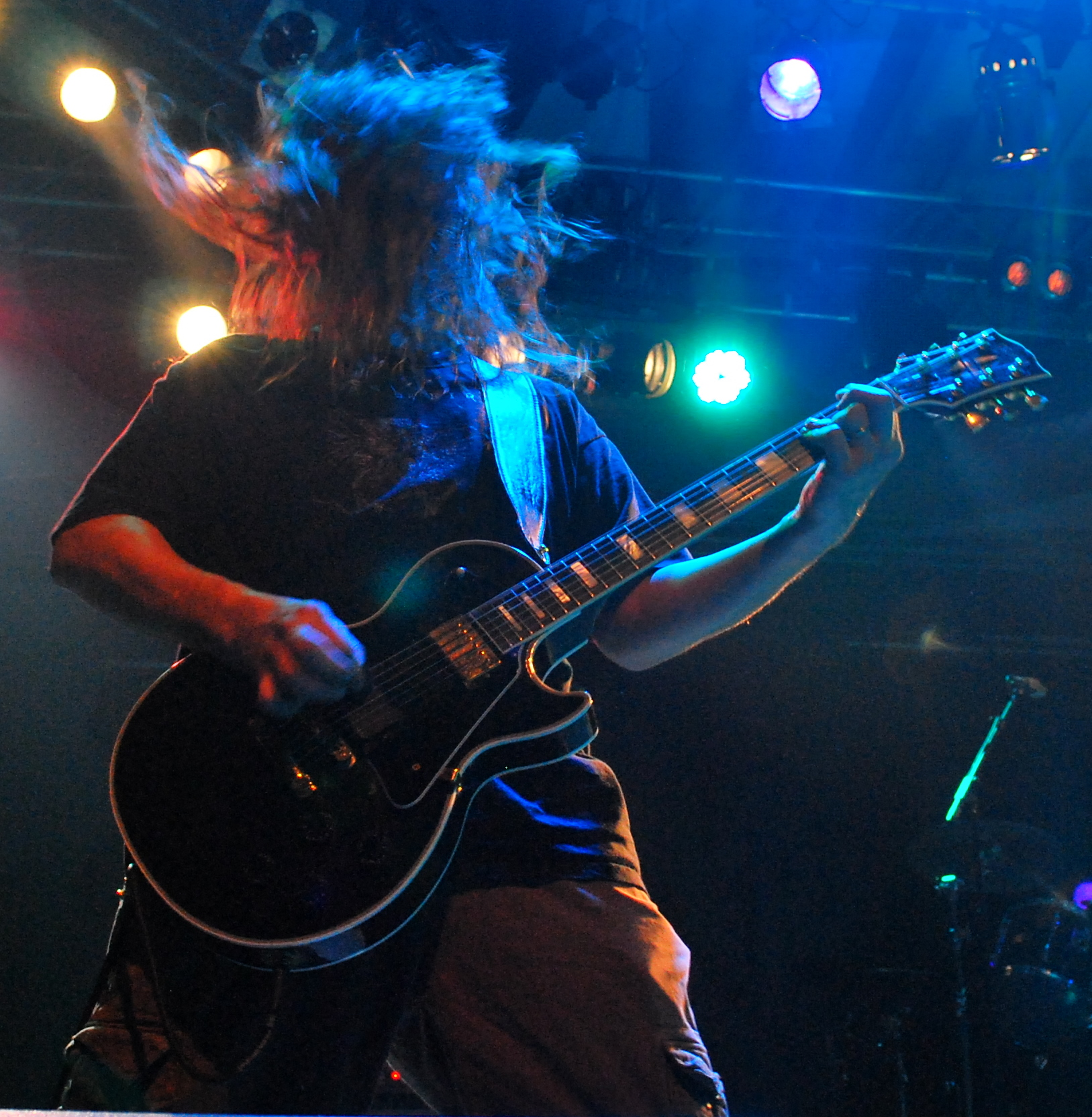
Mitch Harris podczas koncertu 13 marca 2010

1 sierpnia 2001 roku zespół wystąpił w poznańskim klubie Eskulap. 15 października tego samego roku została wydana pierwsze DVD zespołu pt. The DVD. Zestaw DVD zawiera pierwszych sześć wideoklipów nakręconych w latach: 1990 – 1997, tj. do utworu Breed to Breathe, następnie zawiera dokument Live Corruption (wydany po raz pierwszy na VHS), zarejestrowany podczas koncertu Live At Salisbury, Arts Centre, 30 June 1990, zawiera też koncert Live At Nottingham, Rock City, 14 November 1989 ponadto dwa utwory tj. Scum i You Suffer, zarejestrowane na żywo podczas Live At London Kilburn National, pochodzące z archiwalnego dokumentu BBC TV ‘Arena’ Heavy Metal Special (wykorzystane też przez BBC TV w 1989 r. w dokumencie muzycznym pt. Napalm Death. Thrash To Death). Płyta wydana nakładem skonfliktowanej wówczas z zespołem wytwórni Earache Records powstała bez jego udziału. Napalm Death zarzucał wytwórni m.in. „pogoń za pieniędzmi”. Jednakże w wystosowanym przez Earache oświadczeniu zaznaczono odmowę współpracy ze strony muzyków. Latem 2002 roku muzycy przystąpili do prac nad kolejnym albumem studyjnym. Partie perkusji zostały zarejestrowane w Parkgate Studios, natomiast pozostałe instrumenty i wokalizy w Chapel Studios. Wydawnictwo zatytułowane Order of the Leech ukazało się 22 listopada tego samego roku, nakładem wytwórni muzycznej Spitfire Records. Płyta ukazała się również w rozszerzonej wersji z interpretacjami utworów „Thaw” i „Terrorain” z repertuaru Septic Death. W ramach promocji zespół odbył europejską trasę koncertową. Występy Napalm Death poprzedzała grupa The Great Deceiver.
7 lipca 2003 roku ukazała się kompilacja nagrań zespołu pt. Noise For Music's Sake. Na dwupłytowym wydawnictwie ukazały się utwory wydane w ramach współpracy z Earache Records oraz kompozycje zarejestrowane z Lee Dorrianemi Billem Steerem. Natomiast 3 listopada został wydany album koncertowy Punishment in Capitals. Wydawnictwo ukazało się na płycie CD i DVD z zapisem koncertu z 12 kwietnia 2002 roku w Londynie. 23 sierpnia 2004 roku nakładem Century Media Records został wydany album Leaders Not Followers Part. II. Na płycie znalazły się interpretacje utworów takich grup jak: Cryptic Slaughter, Discharge, Sepultura, Agnostic Front czy Hirax. Mark „Barney” Greenway o nagraniach wypowiedział się w następujący sposób:

„brzmi podobnie do oryginalnej ‘Leaders Not Followers’, może nawet mocniej. Oczywiście, pisanie własnych kawałków jest zawsze zajebiste, ale przerabianie utworów z przeszłości, w które mocno kiedyś wierzyłeś na maksa wyolbrzymia element zabawy. Mam zresztą nadzieję, że wpływ tych metalowych/hardcore’owych/punkowych standardów na dzisiejszą scenę ekstremalną jest widoczny jak skurwysyn”.

### Od 2005
12 marca 2005 roku muzycy wystąpili na festiwalu Metalmania w katowickim Spodku. 25 kwietnia tego samego roku został wydany album The Code Is Red... Long Live the Code. Gościnnie w nagraniach wzięli udział: wokalista Hatebreed – Jamey Jasta i wokalista Dead Kennedys – Jello Biafra. Ponadto gościnnie partie gitary basowej w utworze „Pledge Yourself To You” nagrał członek Carcass – Jeff Walker. Z kolei w maju wraz z zespołami Most Precious Blood i Diecast, muzycy Napalm Death odbyli europejską trasę koncertową. Latem 2006 roku w Foel Studios w Walii muzycy rozpoczęli prace nad kolejnym albumem studyjnym. 14 sierpnia (początek koncertu już po północy 15 sierpnia) tego samego roku zespół wystąpił na festiwalu Hunter Fest, który odbył się w Szczytnie. 27 sierpnia zmarł gitarzysta zespołu Jesse Pintado (formalnie pozostawał członkiem zespołu, choć nie występował z nim od 2004 roku, ani nie pisał nowych utworów po wydaniu płyty Order of the Leech). 18 września został wydany album Smear Campaign. Nagrania zostały wyprodukowane we współpracy z producentem muzycznym Russem Russelem. Gościnnie na płycie wystąpiła wokalistka Anneke van Giersbergen z holenderskiej grupy The Gathering, która zaśpiewała w utworze „In Deference”.
1 i 2 czerwca 2008 roku w ramach europejskiej trasy koncertowej zespół wystąpił w warszawskim klubie Progresja i wrocławskim W-Z. Koncerty Napalm Death poprzedziła amerykańska formacja Suffocation. 21 i 22 stycznia 2009 roku muzycy wystąpili w warszawskim klubie Progresja i krakowskim Lochnes. Napalm Death poprzedziły następujące zespoły: szwedzki Splitter, czeski Pigsty oraz polska Antigama. Natomiast 23 stycznia został wydany album studyjny Time Waits for No Slave. Ślady perkusji zostały nagrane w studiu Parlour w Kettering, a gitary, gitarę basową i wokale w walijskim Foel Studios. Wydawnictwo było promowane teledyskiem do tytułowego utworu. Natomiast w Stanach Zjednoczonych album uplasował się na 19. miejscu listy Top Heatseekers. We wrześniu również 2009 roku ukazał się split Napalm Death i Nasum zatytułowany Live in Japan – Grind Kaijyu Attack!. Na płycie został wydany materiał zarejestrowany przez Nasum w 2004 roku podczas koncertów w Japonii. W 27 lutego 2012 roku został wydany album pt. Utilitarian.

## Muzycy

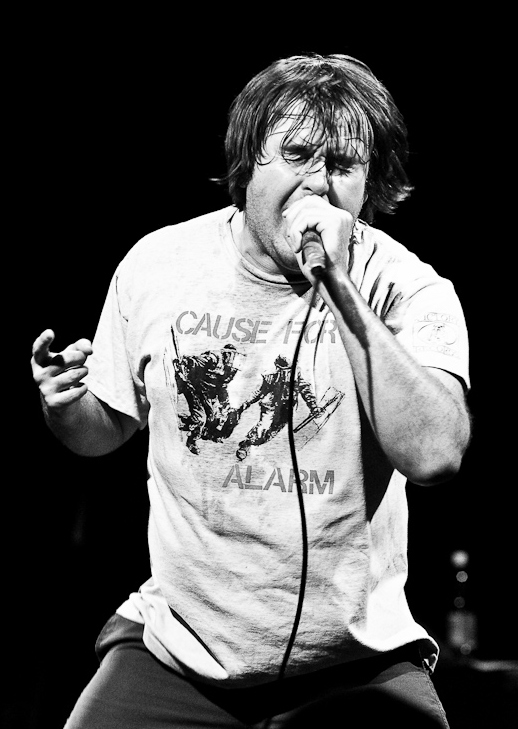
Mark „Barney” Greenway podczas koncertu 18 lutego 2009 roku

| - Mark „Barney” Greenway – śpiew (1989-1996, od 1997) - Mitch Harris – gitara, wokal wspierający (od 1990. Udział w koncertach zawieszony od roku 2014. Od roku 2015 Mitcha Harrisa zastępuje na koncertach John Cooke z zespołu Corrupt Moral Altar. Mitch Harris nadal bierze udział w sesjach nagraniowych zespołu, jednak nie komponuje nowych utworów) - Shane Embury – gitara basowa (od 1987) - Danny Herrera – perkusja (od 1991) - Richard „Rich Militiax Walker – śpiew - Lee Dorrian – śpiew (1987–1989) - Phil Vane – śpiew (1996–1997) - Simon „Si O” Ockenheinem – gitara (1981) - Daryl „Sid” Fideski – gitara (1982) | c.d. - Graham „Robbo” Robertson – gitara, gitara basowa (1982–1985) - Justin Broadrick – gitara (1985–1987) - Frank Healy – gitara (1987) - Bill Steer – gitara (1987–1989) - Jesse Pintado – gitara (1989–2004) - Nicholas „Nik Napalm” Bullen – gitara basowa, śpiew (1981–1987) - Finbar Quinn – gitara basowa (1982–1985) - Pete „Peanut” Shaw – gitara basowa (1985) - Jim Withley – gitara basowa (1987) - Miles „Rat” Ratledge – perkusja (1981–1986) - Mick Harris – perkusja (1985–1991) |

## Dyskografia
Opracowano na podstawie materiału źródłowego.
| - Scum (1987, Earache Records) - From Enslavement to Obliteration (1988, Earache Records) - Harmony Corruption (1990, Earache Records) - Utopia Banished (1992, Earache Records) - Fear, Emptiness, Despair (1994, Earache Records) - Diatribes (1996, Earache Records) - Inside the Torn Apart (1997, Earache Records) - Words From the Exit Wound (1998, Earache Records) - Enemy of the Music Business (2000, Spitfire Records) - Order of the Leech (2002, Spitfire Records) - The Code Is Red... Long Live the Code (2005, Century Media Records) - Smear Campaign (2006, Century Media Records) - Time Waits for No Slave (2009, Century Media Records) - Utilitarian (2012, Century Media Records) - Apex Predator – Easy Meat (2015, Century Media Records) - Throes of Joy in the Jaws of Defeatism (2020, Century Media Records) - The Peel Session (1987, Strange Fruit) - The Curse (1988, Earache Records) - Live EP (1989, Rise Above) - Mentally Murdered (1989, Earache Records) - Suffer the Children (1990, Earache Records) - Mass Appeal Madness (1991, Earache Records) - The World Keeps Turning (1992, Earache Records) - Greed Killing (1995, Earache Records) - Breed To Breathe (1997, Earache Records) - Leaders Not Followers (1999, Dream Catcher) - Our Pain Is Their Power (2014, Roadburn Records) - Live Corruption (1993, Earache Records) - Bootlegged in Japan (1998, Earache Records) - Punishment In Capitals (2003, Earache Records) | - The Peel Sessions (1989, Strange Fruit) - Death By Manipulation (1991, Earache Records) - The Complete Radio One Sessions (2000, Strange Fruit) - Noise For Music's Sake (2003, Earache Records) - Leaders Not Followers Part. II (2004, Century Media Records) - Mentally Murdered (1989, Earache Records) - Malignant Trait (1992, Earache Rcords) - Nazi Punks Fuck Off (1993, Earache Records) - Plague Rages (1994, Earache Records) - More Than Meets the Eye (1994, Columbia) - Hung (1994, Earache Records) - Napalm Death / Electro Hippies (1989, Earache Records) - Napalm Death / S.O.B. (1989, Sound of Burial) - John Zorn / Napalm Death (1990, Earache Records, Earache Records) - Cursed to Tour (1996, z At the Gates) - In Tongues We Speak (1997, z Coalesce, Earache Records) - Tsunami Benefit (2005, z Heaven Shall Burn i The Haunted, Century Media Records) - Live in Japan – Grind Kaijyu Attack! (2009, z Nasum, Feto) - The Mission Creep (2015, z Heaven Shall Burn, Century Media Records) - Halloween (1982, wydanie własne) - And, Like Sheep, We Have All Gone Astray (1982, wydanie własne) - Kak (1983, wydanie własne) - Unpopular Yawns of Middle Class Warfare (1983, wydanie własne) - Hatred Surge (1985, wydanie własne) - From Enslavement to Obliteration (1986, wydanie własne) - Scum (1986, wydanie własne) |

## Wideografia i filmografia
Opracowano na podstawie materiału źródłowego.
- Napalm Death. Thrash To Death (1989, BBC)
- Live Corruption (1990, VHS, Earache Records)
- The DVD (2001, DVD, Earache Records)
- Punishment in Capitals (2003, DVD, Snapper)
- The Scum Story (2007, DVD, Earache)

## Teledyski

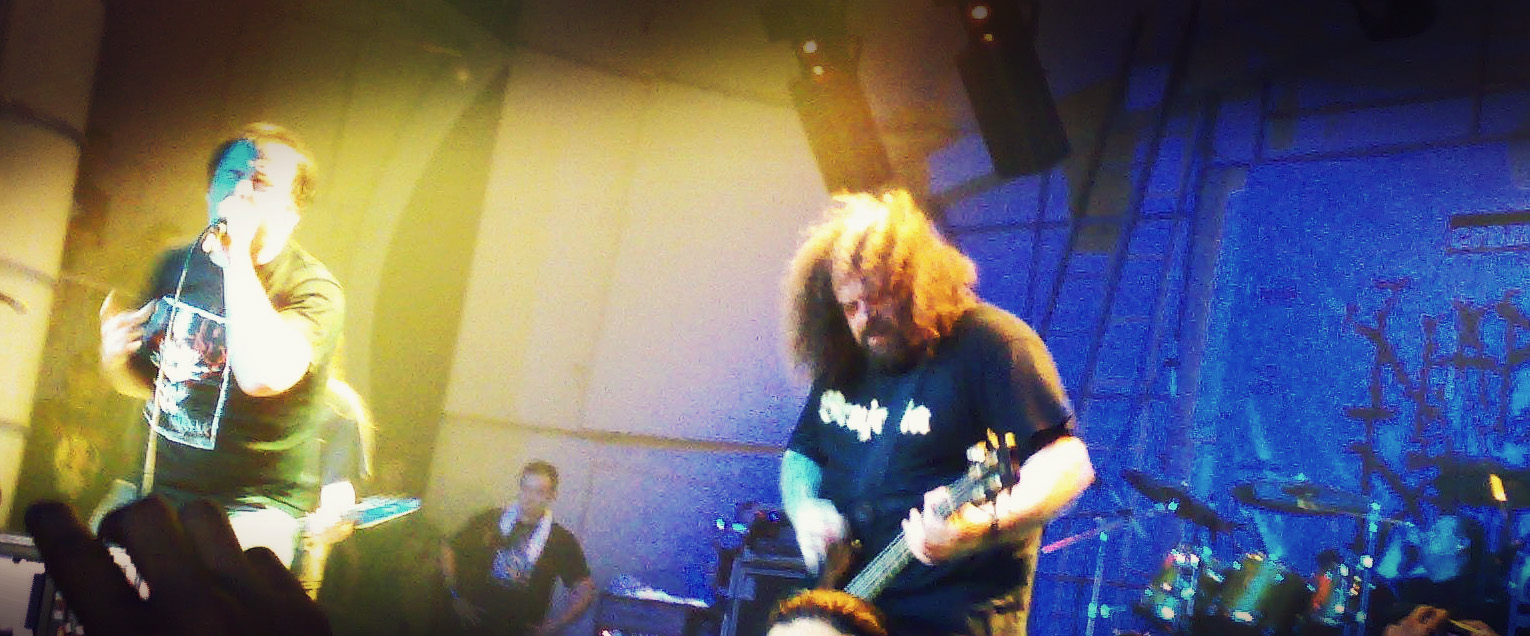
Od lewej: Mark „Barney” Greenway i Shane Embury podczas koncertu 2 września 2007 roku

| Rok  | Tytuł                        | Reżyseria        | Album                               | Źródło |
| ---- | ---------------------------- | ---------------- | ----------------------------------- | ------ |
| 1990 | „Suffer The Children”        | –                | Harmony Corruption                  | [ 45 ] |
| 1992 | „Mass Appeal Madness”        | –                | Death By Manipulation               | [ 45 ] |
| 1992 | „The World Keeps Turning”    | –                | Utopia Banished                     | [ 45 ] |
| 1994 | „Plague Rages”               | –                | Fear Emptiness Despair              | [ 45 ] |
| 1996 | „Greed Killing”              | –                | Diatribes                           | [ 45 ] |
| 1997 | „Breed To Breathe”           | –                | Inside The Torn Apart               | [ 45 ] |
| 2004 | „Morale”                     | Futuresque Media | The Code Is Red… Long Live The Code | [ 46 ] |
| 2004 | „Silence Is Deafening”       | Roger Johansson  | The Code Is Red… Long Live The Code | [ 47 ] |
| 2006 | „When All Is Said And Done”  | Kevin Wildt      | Smear Campaign                      | [ 48 ] |
| 2009 | „Time Waits For No Slave”    | Tom Blyth        | Time Waits For No Slave             | [ 49 ] |
| 2010 | „On The Brink Of Extinction” | Daniel Brand     | Time Waits For No Slave             | [ 50 ] |
| 2012 | „Analysis Paralysis”         | Mitch Harris     | Utilitarian                         | [ 51 ] |

## Nagrody i wyróżnienia
| Rok  | Kategoria        | Tytułem      | Nagroda                         | Nota      | Źródło |
| ---- | ---------------- | ------------ | ------------------------------- | --------- | ------ |
| 2007 | Spirit of Hammer | Napalm Death | Metal Hammer Golden Gods Awards | Laur      | [ 52 ] |
| 2015 | Best UK Band     | Napalm Death | Metal Hammer Golden Gods Awards | Nominacja | [ 53 ] |